# In my head
In my head är den svenska rockgruppen The Spokes debutalbum utgivet 2012. Albumet spelades in i Johan Dereborn studio i Bergsjö med honom som producent.
Den innehåller tolv låtar, de flesta skrivna av sångaren och gitarristen Jens Schulstad.

## Mottagande
Albumet har fått positiva omdömen. Enligt franska Musicwaves är albumet en felfri produktion som karakteriseras av bland annat ett vintageljud, ett gitarrspel som påminner om Iron Maiden och munspelspartier som ger en extra touch av originalitet. Jens Schulstad har en klar och varm röst, som påminner om Deep Purple. De fem gruppmedlemmarnas närvaro ger musiken innehåll.
Brittiska Metalliville sade att man inte kan låta bli att tycka om bandet. Recensenten lyfter fram roliga spår som ”Centrefold girl”, den bluesiga ”Don’t feed the fire”, ”In my head” och slutligen den balladen ”Love will never Last” i sydstatsrockstil med orgel.

## Låtlista
| Nr           | Titel                       | Kompositör                                                | Längd |
| ------------ | --------------------------- | --------------------------------------------------------- | ----- |
| 1.           | Do you really want it       | Jens Schulstad                                            | 3.31  |
| 2.           | Centerfold girl             | The Spokes, text Jens Schulstad                           | 5.14  |
| 3.           | Give back my love           | Jens Schulstad                                            | 4.07  |
| 4.           | Don’t feed the fire         | Jens Schulstad                                            | 3.40  |
| 5.           | Slow down (just a little)   | Jens Schulstad                                            | 3.26  |
| 6.           | In my head                  | Jens Schulstad                                            | 5.23  |
| 7.           | Lay down in hunger          | Jens Schulstad                                            | 5.17  |
| 8.           | Love will never last        | musik Jens Schulstad, Anders Toresson, text Jen Schulstad | 4.26  |
| 9.           | Tell me why                 | Jens Schulstad                                            | 4.10  |
| 10.          | Down in the water           | Jens Schulstad                                            | 4.03  |
| 11.          | Can’t find my way back home | Jens Schulstad                                            | 3.33  |
| 12.          | Hard life                   | Jens Schulstad                                            | 5.24  |
| Total längd: | Total längd:                | Total längd:                                              | 38:36 |

## Medverkande
- Henrik Engblom, gitarr, munspel och sång.
- Jimmy Håkansson, trummor.
- Jonas Nordström, bas.
- Jens Schulstad, gitarr och sång.
- Anders Toresson, gitarr och sång.

### Övriga medverkande
- Daniel Hogdin, bas
- Fredrik Humlin, keyboard